# Système de Pon'gwan
Le Système de Pon'gwan (hangeul : 본관 ; hanja : 本貫 ; RR : Bon-gwan) est une méthode coréenne de classement des clans, puis des familles. Il est mis en œuvre au début de l'ère Koryŏ de manière à identifier les différents clans de l'aristocratie en fonction de leurs lieux d'origine. Il remplace le système Kolp'um qui était en fonction jusqu'à la fin de la période Silla, mais dont les révoltes de familles aristocratiques avait montré les limites. Par exemple, les personnes portant le nom Kim sont différenciées entre ceux venant de la ville de Kyŏngju (les Kyŏngju Kim) ou ceux venant de Ansan (les Ansan Kim).
Le système est encore en cours au XXIe siècle, et est une contrainte aux mariages et aux adoptions.